# Przemysław Wilczyński
Przemysław Wilczyński (ur. 1977 w Bydgoszczy) – polski dziennikarz, publicysta specjalizujący się w tematyce społecznej i edukacyjnej, biograf ks. Jana Kaczkowskiego.

## Życiorys
Urodził się w 1977 roku w Bydgoszczy. Ukończył studia z zakresu anglistyki na Wyższej Szkole Pedagogicznej w Bydgoszczy (obecnie Uniwersytet Kazimierza Wielkiego) oraz dziennikarstwo na Uniwersytecie Jagiellońskim. Do 2008 roku pracował jako nauczyciel języka angielskiego. Na Wydziale Zarządzania i Komunikacji Społecznej UJ prowadził zajęcia z przedmiotu "dziennikarstwo społeczne".
Od 2009 roku jest członkiem redakcji "Tygodnika Powszechnego". Publikował również m.in. w "Gazecie Wyborczej".

## Twórczość
- Broad Peak. Niebo i piekło (współautor: Bartek Dobroch, Wydawnictwo Poznańskie, 2012) – książka dokumentująca tragiczną wyprawę polskich himalaistów na ośmiotysięcznik Broad Peak w Karakorum[3]
- Jan Kaczkowski. Życie pod prąd (Wydawnictwo WAM, 2018) – biografia ks. Jana Kaczkowskiego, założyciela i dyrektora Hospicjum św. o. Pio w Pucku, zmarłego w 2016 roku[4]

## Nagrody i wyróżnienia
- 2013: Nagroda im. Barbary N. Łopieńskiej za najlepszy wywiad prasowy roku – za opublikowaną w "Tygodniku Powszechnym" rozmowę z ks. Janem Kaczkowskim[5]
- 2013: Nominacja do Grand Press w kategorii Wywiad za rozmowę z ks. Kaczkowskim[6]
- 2014: Nagroda im. Kazimierza Wierzyńskiego przyznawana przez Stowarzyszenie Dziennikarzy Polskich – za publikowane w "Tygodniku Powszechnym" teksty poświęcone tragedii polskich himalaistów na Broad Peak (razem z Bartkiem Dobrochem)[7]
- 2019: Nominacja do studenckich nagród MediaTory w kategorii NawigaTOR "za monitorowanie wydarzeń związanych z reformami szkolnictwa i protestami nauczycieli. Za analizy poszerzające wiedzę czytelnika i poruszające ważne dla społeczeństwa kwestie"[8]
- 2021: Nominacja do Grand Press w kategorii Publicystyka za opublikowany w "Tygodniku Powszechnym" artykuł "Szkolne plagi współistniejące"[9]
- 2021: Nagroda "Czuły sygnalista" przyznawana przez Koalicję na Rzecz Rodzinnej Opieki Zastępczej za teksty poświęcone polskiej pieczy zastępczej
- 2022: Nagroda im. Romana Czerneckiego przyznawana naukowcom, praktykom i publicystom przez Fundację EFC za prace poświęcone edukacji[10]
- 2025: Nagroda Reporterska Polskiego Radia "Melchiory" za opublikowany w "Tygodniku Powszechnym" reportaż "Nasze dzieci, nasza sprawa", a także "za konsekwentne i rzetelne ukazanie bulwersującej niemocy instytucjonalnej wobec najsłabszych"[11]